# Frank Sedgman
Francis Arthur «Frank» Sedgman (Mont Albert, Melbourne, 29 d'octubre de 1927) és un exjugador de tennis australià.
En el seu palmarès destaquen cinc títols de Grand Slam individuals, nou en dobles masculins i vuit més en dobles mixts, és a dir, un total de 22 títols de Grand Slam. Fou el tennista masculí més destacat els anys 1951 i 1952 ja que va disputar la majoria de finals de Grand Slam. L'any 1951 va aconseguir completar el Grand Slam en dobles masculins junt a Ken McGregor, ja que van conquerir els quatre torneigs d'aquest categoria, i l'any següent es van quedar a les portes ja que en van guanyar tres i foren finalistes en el restant, havien encadenat vuit títols consecutius. En dobles mixts va completar el Grand Slam durant la carrera. L'any 1953 va esdevenir professional i no va poder disputar més torneigs de Grand Slam fins a la instauració de l'Era Open l'any 1968. Va allargar la seva carrera professional fins a l'any 1976 (50 anys) de manera que va disputar el seu darrer Open d'Austràlia trenta anys després de la seva primera aparició al torneig.
També va formar part de l'equip australià de Copa Davis i va liderar l'equip cap al títol en les edicions de 1950, 1951 i 1952.
Va ser inclòs a l'International Tennis Hall of Fame, fou guardonat com a membre de l'Orde d'Austràlia l'any 1979 i fou nomenat Oficial de l'Orde d'Austràlia en el Birthday Honours de la Reina l'any 2019 per la seva contribució al tennis.

## Torneigs de Grand Slam

### Individual: 8 (5−3)
| Resultat  | Núm. | Any  | Torneig                      | Oponent         | Marcador             |
| --------- | ---- | ---- | ---------------------------- | --------------- | -------------------- |
| Guanyador | 1.   | 1949 | Australian Championships     | John Bromwich   | 6−3, 6−2, 6−2        |
| Guanyador | 2.   | 1950 | Australian Championships (2) | Ken McGregor    | 6−3, 6−4, 4−6, 6−1   |
| Finalista | 1.   | 1950 | Wimbledon                    | Budge Patty     | 1−6, 10−8, 2−6, 3−6  |
| Guanyador | 3.   | 1951 | US Championships             | Vic Seixas      | 6−4, 6−1, 6−1        |
| Finalista | 2.   | 1952 | Australian Championships     | Ken McGregor    | 5−7, 10−12, 6−2, 2−6 |
| Finalista | 3.   | 1952 | Internationaux de France     | Jaroslav Drobný | 2−6, 0−6, 6−3, 4−6   |
| Guanyador | 4.   | 1952 | Wimbledon                    | Jaroslav Drobný | 4−6, 6−2, 6−3, 6−2   |
| Guanyador | 5.   | 1952 | US Championships (2)         | Gardnar Mulloy  | 6−1, 6−2, 6−3        |

### Dobles masculins: 14 (9−5)
| Resultat  | Núm. | Any  | Torneig                      | Parella            | Oponents                         | Marcador                  |
| --------- | ---- | ---- | ---------------------------- | ------------------ | -------------------------------- | ------------------------- |
| Finalista | 1.   | 1947 | Australian Championships     | George Worthington | John Bromwich Adrian Quist       | 1−6, 3−6, 1−6             |
| Finalista | 2.   | 1948 | Australian Championships (2) | Colin Long         | John Bromwich Adrian Quist       | 6−1, 8−6, 7−9, 3−6, 6−8   |
| Finalista | 3.   | 1948 | Internationaux de France     | Harry Hopman       | Lennart Bergelin Jaroslav Drobný | 6−8, 1−6, 10−12           |
| Guanyador | 1.   | 1948 | Wimbledon                    | John Bromwich      | Tom Brown Gardnar Mulloy         | 5−7, 7−5, 7−5, 9−7        |
| Finalista | 4.   | 1949 | US Championships             | George Worthington | John Bromwich Bill Sidwell       | 4−6, 0−6, 1−6             |
| Guanyador | 2.   | 1950 | US Championships             | John Bromwich      | Gardnar Mulloy Bill Talbert      | 7−5, 8−6, 3−6, 6−1        |
| Guanyador | 3.   | 1951 | Australian Championships     | Ken McGregor       | John Bromwich Adrian Quist       | 11−9, 2−6, 6−3, 4−6, 6−3  |
| Guanyador | 4.   | 1951 | Internationaux de France     | Ken McGregor       | Gardnar Mulloy Dick Savitt       | 6−2, 2−6, 9−7, 7−5        |
| Guanyador | 5.   | 1951 | Wimbledon (2)                | Ken McGregor       | Jaroslav Drobný Eric Sturgess    | 3−6, 6−2, 6−3, 3−6, 6−3   |
| Guanyador | 6.   | 1951 | US Championships (2)         | Ken McGregor       | Don Candy Mervyn Rose            | 10−8, 6−4, 4−6, 7−5       |
| Guanyador | 7.   | 1952 | Australian Championships (2) | Ken McGregor       | Don Candy Mervyn Rose            | 6−4, 7−5, 6−3             |
| Guanyador | 8.   | 1952 | Internationaux de France (2) | Ken McGregor       | Gardnar Mulloy Dick Savitt       | 6−3, 6−4, 6−4             |
| Guanyador | 9.   | 1952 | Wimbledon (3)                | Ken McGregor       | Vic Seixas Eric Sturgess         | 6−3, 7−5, 6−4             |
| Finalista | 5.   | 1952 | US Championships (2)         | Ken McGregor       | Mervyn Rose Vic Seixas           | 6−3, 8−10, 8−10, 8−6, 6−8 |

### Dobles mixts: 11 (8−3)
| Resultat  | Núm. | Any  | Torneig                      | Parella    | Oponents                             | Marcador        |
| --------- | ---- | ---- | ---------------------------- | ---------- | ------------------------------------ | --------------- |
| Finalista | 1.   | 1948 | Internationaux de France     | Doris Hart | Pat Canning Todd Jaroslav Drobný     | 3−6, 6−3, 3−6   |
| Finalista | 2.   | 1948 | Wimbledon                    | Doris Hart | Louise Brough John Bromwich          | 2−6, 6−3, 3−6   |
| Guanyador | 1.   | 1949 | Australian Championships     | Doris Hart | Joyce Fitch John Bromwich            | 6−1, 5−7, 12−10 |
| Guanyador | 2.   | 1950 | Australian Championships (2) | Doris Hart | Joyce Fitch Eric Sturgess            | 8−6, 6−4        |
| Finalista | 3.   | 1950 | US Championships             | Doris Hart | Margaret Osborne duPont Ken McGregor | 4−6, 6−3, 3−6   |
| Guanyador | 3.   | 1951 | Internationaux de France     | Doris Hart | Thelma Coyne Long Mervyn Rose        | 7−5, 6−2        |
| Guanyador | 4.   | 1951 | Wimbledon                    | Doris Hart | Nancye Wynne Bolton Mervyn Rose      | 7−5, 6−2        |
| Guanyador | 5.   | 1951 | US Championships             | Doris Hart | Shirley Fry Mervyn Rose              | 6−3, 6−2        |
| Guanyador | 6.   | 1952 | Wimbledon (2)                | Doris Hart | Thelma Coyne Long Enrique Morea      | 4−6, 6−3, 6−4   |
| Guanyador | 7.   | 1952 | Internationaux de France (2) | Doris Hart | Shirley Fry Eric Sturgess            | 6−8, 6−3, 6−3   |
| Guanyador | 8.   | 1952 | US Championships (2)         | Doris Hart | Thelma Coyne Long Lew Hoad           | 6−3, 7−5        |

## Torneigs de Pro Slam

### Individual: 7 (3−4)
| Resultat  | Núm. | Any  | Torneig                               | Oponent         | Marcador             |
| --------- | ---- | ---- | ------------------------------------- | --------------- | -------------------- |
| Guanyador | 1.   | 1953 | Wembley Championships                 | Pancho Gonzales | 6−1, 6−2, 6−2        |
| Guanyador | 2.   | 1953 | International de France Professionnel | Pancho Gonzales |                      |
| Finalista | 1.   | 1954 | US Pro Tennis Championships           | Pancho Gonzales | 3−6, 7−9, 6−3, 2−6   |
| Finalista | 2.   | 1956 | Wembley Championships                 | Pancho Gonzales | 6−4, 9−11, 9−11, 7−9 |
| Guanyador | 3.   | 1958 | Wembley Championships (2)             | Tony Trabert    | 6−4, 6−3, 6−4        |
| Finalista | 3.   | 1959 | International de France Professionnel | Tony Trabert    | 4−6, 4−6, 4−6        |
| Finalista | 4.   | 1961 | US Pro Tennis Championships (2)       | Pancho Gonzales | 3−6, 5−7             |

### Dobles: 2 (1−1)
| Resultat  | Núm. | Any  | Torneig                               | Parella     | Oponents                     | Marcador           |
| --------- | ---- | ---- | ------------------------------------- | ----------- | ---------------------------- | ------------------ |
| Finalista | 1.   | 1956 | International de France Professionnel | Rex Hartwig | Pancho Gonzales Tony Trabert | 3−6, 6−2, 1−6, 4−6 |
| Guanyador | 1.   | 1959 | International de France Professionnel | Mervyn Rose | Lew Hoad Tony Trabert        | 3−6, 6−2, 1−6, 4−6 |

## Palmarès

### Equips: 4 (3−1)
| Resultat  | Núm. | Data                        | Torneig                                | Superfície | Equip                                         | Oponents                                                   | Marcador |
| --------- | ---- | --------------------------- | -------------------------------------- | ---------- | --------------------------------------------- | ---------------------------------------------------------- | -------- |
| Finalista | 1.   | 26 − 28 d'agost de 1949     | Copa Davis, Forest Hills, Estats Units | Gespa      | John Bromwich Bill Sidwell                    | Pancho Gonzales Gardnar Mulloy Ted Shroeder Bill Tarbert   | 1−4      |
| Guanyador | 1.   | 25 − 27 d'agost de 1950     | Copa Davis, Forest Hills               | Gespa      | John Bromwich Ken McGregor George Worthington | Tom Brown Gardnar Mulloy Ted Shroeder Bill Tarbert         | 4−1      |
| Guanyador | 2.   | 26 − 28 de desembre de 1951 | Copa Davis, Sydney, Austràlia          | Gespa      | Ian Ayre Ken McGregor Mervyn Rose             | Ted Shroeder Dick Savitt Vic Seixas Tony Trabert           | 3−2      |
| Guanyador | 3.   | 29 − 31 de desembre de 1952 | Copa Davis, Adelaida, Austràlia        | Gespa      | Lew Hoad Ken McGregor Mervyn Rose             | Straight Clark Hamilton Richardson Vic Seixas Tony Trabert | 4−1      |

## Trajectòria

### Individual
| Torneig | 1946        | 1947        | 1948        | 1949        | 1950        | 1951        | 1952        | 1953         | 1954         | 1955         | 1956         | 1957         | 1958         | 1959         | 1960         | 1961         | 1962         | 1963         | 1964         | 1965         | 1966         | 1967         | 1968         | 1969      | 1970      | 1971      | 1972      | 1973      | 1974      | 1975      | 1976      | Títols | V − D   |
| --- | ----------- | ----------- | ----------- | ----------- | ----------- | ----------- | ----------- | ------------ | ------------ | ------------ | ------------ | ------------ | ------------ | ------------ | ------------ | ------------ | ------------ | ------------ | ------------ | ------------ | ------------ | ------------ | ------------ | --------- | --------- | --------- | --------- | --------- | --------- | --------- | --------- | ------ | ------- |
| Grand Slam |             |             |             |             |             |             |             |              |              |              |              |              |              |              |              |              |              |              |              |              |              |              |              |           |           |           |           |           |           |           |           |        |         |
| Australian Championships                                                                                                  | 3R          | 1R          | QF          | G           | G           | SF          | F           | Professional | Professional | Professional | Professional | Professional | Professional | Professional | Professional | Professional | Professional | Professional | Professional | Professional | Professional | Professional | Professional | A         | 2R        | 2R        | 3R        | 1R        | 1R        | 2R        | 2R        | 2 / 14 | 84 − 26 |
| Internationaux de France                                                                                                  | A           | A           | 4R          | A           | 4R          | SF          | F           | Professional | Professional | Professional | Professional | Professional | Professional | Professional | Professional | Professional | Professional | Professional | Professional | Professional | Professional | Professional | A            | A         | A         | 1R        | A         | A         | A         | A         | A         | 0 / 5  | 13 − 5  |
| Wimbledon | A           | A           | 4R          | QF          | F           | QF          | G           | Professional | Professional | Professional | Professional | Professional | Professional | Professional | Professional | Professional | Professional | Professional | Professional | Professional | Professional | Professional | A            | A         | A         | 3R        | A         | 1R        | A         | A         | A         | 1 / 7  | 26 − 6  |
| US Championships | A           | A           | 4R          | QF          | 3R          | G           | G           | Professional | Professional | Professional | Professional | Professional | Professional | Professional | Professional | Professional | Professional | Professional | Professional | Professional | Professional | Professional | A            | A         | A         | A         | A         | A         | A         | A         | A         | 2 / 5  | 20 − 3  |
| Pro Slam |             |             |             |             |             |             |             |              |              |              |              |              |              |              |              |              |              |              |              |              |              |              |              |           |           |           |           |           |           |           |           |        |         |
| U.S. Pro | Amateur     | Amateur     | Amateur     | Amateur     | Amateur     | Amateur     | Amateur     | A            | F            | A            | A            | A            | A            | A            | A            | F            | A            | A            | A            | 1R           | A            | A            | Extingits    | Extingits | Extingits | Extingits | Extingits | Extingits | Extingits | Extingits | Extingits | 0 / 3  | 3 − 3   |
| France Pro | No celebrat | No celebrat | No celebrat | No celebrat | No celebrat | No celebrat | No celebrat | No celebrat  | No celebrat  | No celebrat  | SF           | NC           | SF           | F            | SF           | A            | A            | SF           | QF           | QF           | A            | A            | Extingits    | Extingits | Extingits | Extingits | Extingits | Extingits | Extingits | Extingits | Extingits | 0 / 7  | 11 − 7  |
| Wembley Pro | No celebrat | No celebrat | No celebrat | Amateur     | Amateur     | Amateur     | Amateur     | G            | NC           | NC           | F            | A            | G            | QF           | SF           | A            | A            | 1R           | SF           | SF           | A            | A            | Extingits    | Extingits | Extingits | Extingits | Extingits | Extingits | Extingits | Extingits | Extingits | 2 / 8  | 13 − 6  |
| Llegenda: G: Guanyador; F: Finalista; SF: Semifinalista; QF: Quarts de final; Q: Qualificació; A: Absent; RR: Round Robin |             |             |             |             |             |             |             |              |              |              |              |              |              |              |              |              |              |              |              |              |              |              |              |           |           |           |           |           |           |           |           |        |         |